# Jan-Erik Olsson
Jan-Erik "Janne" Olsson, född 16 april 1941, är en svensk före detta brottsling, främst känd för att som rånare varit upphov till Norrmalmstorgsdramat år 1973.

## Norrmalmstorgsdramat

### Bakgrund
Olsson träffade den kände brottslingen Clark Olofsson på fängelset i Kalmar där de båda blev bekanta. Olsson fascinerades av Olofssons kriminella förflutna som bankrånare och när han senare frisläpptes genomförde han ett misslyckat fritagningsförsök av Olofsson den 6 augusti 1973.

### Skeendet
Olsson var huvudgärningsmannen vid Norrmalmstorgsdramat i Stockholm 23 augusti–28 augusti 1973. Han gick den 23 augusti in på Kreditbanken, tog fyra personer som gisslan och krävde att Clark Olofsson skulle föras till honom. Gisslandramat pågick i över fem dygn och det var här uttrycket "Stockholmssyndromet" myntades, vilket beskriver en situation där gisslan utvecklar en relation till kidnapparen/kidnapparna och tar parti för förövaren mot polisen.
Under dramat sköt han flera gånger mot polisen och sårade en polis i handen med en kpist och en annan polis i ansiktet och armarna. Han talade två gånger med statsminister Olof Palme och dramat slutade med att polisen skickade in gas. Såväl Olsson som gisslan och Clark Olofsson klarade sig oskadda.
Olsson dömdes till tio års fängelse och frigavs i början på 1980-talet. 

## Senare år
Efter avtjänat fängelsestraff drev han en bilfirma där han dock i april 1996 åtalades misstänkt för ekonomisk brottslighet. När det blev dags för rättegång flydde han till Thailand som inte har något utlämningsavtal med Sverige. År 2006 återvände han till Sverige och anmälde sig själv till polisen. Han slapp dock åtal på grund av den långa tid som förflutit sedan brotten begicks. Olsson flyttade senare tillbaka till Sverige och har sedan 2019 en egen firma som bilhandlare, i Mörarp utanför Helsingborg i Skåne.